# San Agustín las Petacas
San Agustín las Petacas är en ort i Mexiko.   Den ligger i kommunen Tepeojuma och delstaten Puebla, i den sydöstra delen av landet, 100 km sydost om huvudstaden Mexico City. San Agustín las Petacas ligger 1 502 meter över havet och antalet invånare är 251.
Terrängen runt San Agustín las Petacas är platt åt nordväst, men åt sydost är den kuperad. Runt San Agustín las Petacas är det ganska tätbefolkat, med 104 invånare per kvadratkilometer. Närmaste större samhälle är Izúcar de Matamoros, 13,4 km söder om San Agustín las Petacas. Omgivningarna runt San Agustín las Petacas är en mosaik av jordbruksmark och naturlig växtlighet.